# Cantón de Bellegarde-en-Marche
El cantón de Bellegarde-en-Marche era una división administrativa francesa, que estaba situada en el departamento de Creuse y la región de Limusín.

## Composición
El cantón estaba formado por nueve comunas:
- Bellegarde-en-Marche
- Bosroger
- Champagnat
- La Chaussade
- Lupersat
- Mainsat
- Mautes
- Saint-Domet
- Saint-Silvain-Bellegarde

## Supresión del cantón de Bellegarde-en-Marche
En aplicación del Decreto nº 2014-161 de 17 de febrero de 2014, el cantón de Bellegarde-en-Marche fue suprimido el 22 de marzo de 2015 y sus 9 comunas pasaron a formar parte del nuevo cantón de Aubusson.